# Бурливый (эсминец)
«Бурли́вый» —эскадренный миноносец проекта 56 (кодовое обозначение НАТО — «Kotlin class destroyer»).

## История строительства
Зачислен в списки флота 15 сентября 1953 года. Заложен на ССЗ № 445 в Николаеве 5 мая 1954 года (строительный № 1206), спущен на воду 28 января 1956 года, принят флотом 28 декабря, 7 января 1957 года «Бурливый» вступил в состав советского флота.

## Особенности конструкции
Эскадренный миноносец вступил в строй с обтекателями гребных валов, одним балансирным рулём
и с РЛС «Фут-Н» (вместо РЛС «Риф»). Перед передачей корабля флоту на нём были усилены конструкции носовой надстройки. При проведении модернизации по проекту 56-ПЛО на «Бурливом» заменили старую фок-мачту новой, усиленной конструкции, а РЛС «Якорь-М» — РЛС «Якорь-М2»; на эсминце были установлены две РЛС «Дон» (с антенным постом на фок-мачте). В середине 1970-х годов
корабль оснастили системой обнаружения торпедного следа МИ-110К, на средней надстройке в районе кормового дымового кожуха были установлены четыре спаренные 25-мм АУ 2М-ЗМ, а в районе носового
автомата СМ-20-ЗИФ — устройство для приёма грузов на ходу, перед носовой АУ СМ-2-1 разместилась 45-мм салютная пушка.

## Служба
С 20 июня по 3 августа 1957 года эскадренный миноносец «Бурливый» совершил межфлотский переход на Тихоокеанский флот через Суэцкий канал. В период с 12 декабря 1961 по 25 марта 1963 года корабль прошёл модернизацию на «Дальзаводе» (79-я бригада строящихся и ремонтируемых кораблей) по проекту 56-ПЛО. В 1963 году отправлен на консервацию и отстой в бухту Новик.
30 сентября 1966 года «Бурливый» был включён в состав 201-й БПЛК. С 29 января по 10 марта 1968 года эсминец выполнял задачи боевой службы в Корейском проливе, с 22 по 28 апреля следил за АУГ авианосца «Рэнджер», спас корейских моряков и доставил их в Пусан. В этом году завоевал приз флота за артиллерийскую подготовку.
С 17 октября по 18 ноября 1969 года эсминец участвовал в операции «Волна» по вскрытию позиций американских ПЛАРБ в Филиппинском море (кораблём пройдено 7800 морских миль). С 9 апреля по 11 мая 1970 года «Бурливый» выполнял задачи по несению боевой службы в Японском море, участвовал в манёврах «Океан». 29 ноября 1970 включён в состав 10-й ОПЭСК. В период с 23 сентября по 3 октября 1971 года участвовал в учениях «Восход» по нанесению упреждающего удара по АУГ, занял первое место по противолодочной подготовке и приз Главнокомандующего ВМФ.
5 октября 1974 года приказом командующего Тихоокеанским флотом отправлен на консервацию и отстой в бухту Новик, в октябре-декабре 1980 года прошёл докование. 25 апреля 1989 приказом министра обороны СССР «Бурливый» был исключён из списков ВМФ СССР и 1 октября 1989 расформирован; в 1993 году уведён в Китай на слом.

## Известные командиры
- 1957 — капитан 3-го ранга И. Солдатов[1];
- 1971 — капитан 2-го ранга Г. М. Слученков[1].
- 1968 — капитан 2-го ранга  А. В. Воробьев

## Известные бортовые номера
В ходе службы эсминец сменил ряд следующих бортовых номеров:
- 1966 год — № 074;
- 1967 год — № 351;
- 1969 год-     № 503;
- 1977 год — № 429;
- 1981 год — № 724;
- 1989—1993 годы — № 744.